# ランドサット9号
ランドサット9号（英語: Landsat-9）は、アメリカ地質調査所(USGS)が運用する地球観測衛星。ランドサットプログラム9機目の衛星で、1999年に打ち上げられたランドサット7号を置き換える。

## 搭載機器
ランドサット9号の搭載機器はランドサット8号とほぼ同じ仕様となる。OLI-2（Operational Land Imager-2）とTIRS-2（Thermal Infrared Sensor-2）が搭載されており、TIRS-2はTIRSとは違い、リスククラスBが実装されるといったアップグレードがなされているが、OLI-2の仕様はOLIから変更されていない。